# Adolphe Marty
Adolphe Marty (* 29. September 1865 in Albi, Frankreich; † 28. Oktober 1942 in Valence-d’Albigeois, Frankreich) war ein blinder französischer Organist,
Komponist und Musikdozent.

## Biografie

### Heimat in Südfrankreich
Adolphe Marty wurde 1865 in Albi im Département Tarn geboren und verstarb 1942 in Valence-d’Albigeois im Département Tarn.

### Ausbildung in Paris
Marty erblindete im Alter von zwei Jahren. Er wurde ab 1874 in Paris am Institut National des Jeunes Aveugles („Nationales Institut für junge Blinde“) geschult. In umfassender und systematischer musikalischer Bildung wurde dort die besondere Musik-Affinität gefördert, welche blinde Menschen entwickeln können. Marty wurde im Verlauf von zehn Jahren (bis 1884) vom dortigen blinden Orgellehrer Louis Lebel (1831–1888) zum Organisten ausgebildet. Ein Aufbaustudium von zwei Jahren führte ihn weiter ans Pariser Konservatorium (1884 bis 1886). Kompositionsunterricht erhielt er dort bei Ernest Guiraud, sein Orgellehrer war César Franck. Marty schloss das Studium mit der besten Wertung Premier prix d’orgue ab. Er ist der erste Blinde, der diesen Erfolg am Pariser Conservatoire erzielte. In den folgenden zwei Jahren wirkte er als Organist an Saint-Paul d’Orléans.

### Künstler und Pädagoge
1888 wurde er selbst Musik- und Orgeldozent für Blinde an seiner ehemaligen Schulstätte Institut National des Jeunes Aveugles. Er lehrte dort bis 1930 und verfasste für seinen Unterricht eine Schule des Pedalspiels für die Orgel (L’Art de la Pédale du Grand Orgue). Louis Lebel und Adolphe Marty leisteten die pädagogische Grundlagenarbeit für eine Reihe blinder französischer Orgel-Virtuosen. Während der Unterrichts-Ära von Marty gingen u. a. Louis Vierne, Augustin Barié, Paul Allix, André Marchal, Jean Langlais und Gaston Litaize aus dem Institut hervor. So wie Marty, waren seine blinden Zöglinge meist Komponisten-Organisten, welche ihre eigenen Werke aufzeichneten.
Neben seinen zahlreichen Orgelwerken komponierte er auch einige Motetten, Lieder, Kammermusik, das Drama Marthe la folle und das Oratorium L’immolation du Christ („Das Opfer Christi“).

### Orgelvirtuose
Neben Komposition und Lehrtätigkeit war Marty ab 1891 Titularorganist an einer großen Stadtpfarrkirche in Paris, Saint-François-Xavier (12, place du Président-Mithouard, Paris; 7 ème). Hier wirkte er 50 Jahre bis 1941. Sein Orgelschüler Gaston Litaize war an dieser Stelle später annähernd so lange Organist, von 1946 bis 1991. Die dortige dreimanualige Fermis-Orgel wurde in dieser Zeitspanne dreimal verändert oder neu geplant, jeweils im Zustand der Orgelbauer Fermis (1878) - Gonzalès (1923) - Müller (1957) - Dargassies (Fertigstellung 1993).
Das Foto von Marty an der Orgel zeigt eine spieltechnische Besonderheit, für die man mindestens drei Manuale für beide Hände braucht: der rechte Daumen spielt längere Haltetöne auf einem Manual, während sich die vier freien Finger auf dem Manual darüber bewegen (in kontrastierender Klangfarbe). Diese Spieltechnik wurde u. a. von Jacques-Nicolas Lemmens (1823–1881) beschrieben und in Werke hineinkomponiert (Cantabile h-moll).

### Sinfonisches Orgelwerk als Programmmusik
Besondere Beziehung verband Marty mit seiner Heimatstadt Albi und der dortigen großen Orgel von Jean-Baptiste Puget in der Kathedrale Sainte Cécile. Er spielte bei der Einweihung der viermanualigen Orgel 1904. Zu diesem Anlass komponierte er eine große Orgel-Sinfonische Dichtung, die Sonate héroïque de Sainte-Cécile. Den vier Sätzen Programmmusik stellte er jeweils eine detaillierte Verlaufs-Beschreibung voran, die den musikalischen Ablauf des Satzes lautmalerisch nachzeichnet. Marty beschreibt die Heiligenlegende der Cäcilia (hier gekürzt): 1. Extase: Die Patrizierin Cäcilia wird vom Glauben und dem Wunsch nach der Taufe ergriffen. Ekstatische Sehnsucht nach dem Himmel, ein Engel erscheint und verspricht Beistand. 2. Chant d’Hyménée: Die Eltern wählen den Verlobten Valerian aus, Hochzeitsszenario, Sänger und Instrumente musizieren schmachtend einen Gesang im mixolydischen Modus, aber Cäcilia ist eingenommen von einer himmlischen Erscheinung, ihr Schutzengel wacht. 3. Entretien et conversion: Cäcilia im Widerstreit mit Valerian, am Ende bekennt sich das junge Paar gemeinsam zum christlichen Glauben und dankt Gott für erlösende Gnade. 4. Triomphe et Apothéose: Cäcilia erleidet das Martyrium, wird wegen ihres Glaubens verfolgt und umgebracht. Sie hat die Vergöttlichung erreicht, die Krone des Lebens in ewiger Seligkeit. (Nebenbemerkung: die Kenntnis der Heiligenlegende, welche besagt, dass Cäcilia triumphierend und stolz singend in den Tod geschritten sei, und deshalb als Patronin der Kirchenmusik verehrt wird, ist dabei vorausgesetzt.)

## Werke

### Orgelkompositionen
- L’Orgue triomphal, 12 pièces en deux livres (A. Noël, Paris, 1898); erstes Heft: 1. Entree pour l’Assomtion Triomphez, Reine des Cieux – 2. Marche – 3. Entrée pour Noel(Noel Breton, grand chour varié) – 4. Fugue Brève – 5. Sortie pour le Jour de Paques – 6. Le Carillon de Saint-Paul d’Orléans, zweites Heft: 7. Marche – 8. Grand Choeur pour L’Ascension sur la prose:Solemnis haec festivitas – 9. Sortie pour une fete Patronale – 10. Pour la fete-Dieu, Entrée ou Marche de Procession Lauda Sion – 11. Pourla fete de Noel, Sortie sur un Noel ancien – 12. Fantaisie
- 10 Pièces en style libre pour grand orgue, en deux livres (A. Noël, 1900); erstes Heft: 1. À ton autel, incomparable reine, Offertoire pour les fêtes de la Sainte Vierge – 2. À vos genoux l’Église se prosterne, Offertoire pour les fêtes de la Sainte Vierge – 3. Communion – 4. Nous consacrons tout à Marie, thème varié – 5. Pièce symphonique, zweites Heft: 6. Fantaisie sur deux cantiques – 7. Andante et Fugue – 8. Thème varié – 9. Magnificat pour le jour de Noël, variations sur le cantique «Le Fils du Roi de gloire» – 10. Sion, de ta mélodie cesse les divins accords, Caprice.
- 5 Pièces pour Grand Orgue, 1892 (A. Noël, Paris); 1. Caprice – 2. Angelus du Soir (Méditation) – 3. Canzona – 4. Pastorale – 5. Marche Funèbre
- 6 Pièces pour Grand Orgue, 1897 (A. Noël, Paris); 1. Offertoire sur un Noël Provencal – 2. Audi benigne conditor, Offertoire pour le temps de Carême – 3. Stabat mater dolorosa, Offertoire pour la fête de Notre Dame des sept Douleurs – 4. Parce Domine, Offertoire pour le dimancḥe de la Quinquagesime – 5. Iste confessor, Offertoire pour la fête d'un Confesseur pendant les mois consacrés à la Sainte Vierge ou pendant l'octave de ses fêtes – 6. Veŗilla regis prodeunt, Offertoire pour les fêtes de la Sainte Croiŗ
- 6 Pièces Op.23, für Harmonium oder Orgel, manualiter oder Pedal ad libitum; 1. Entreé Carillon – 2. Offertoire – 3. Elévation – 4. Communion – 5. Sortie en forme canonique – 6. Entrée pour Vêpres, pièce brève en septiemo mode
- Sonate no 1 «La Pentecôte»
- Sonate héroïque «Sainte Cécile» (1904) Composée pour l’inauguration de l’orgue Puget de la cathédrale Sainte-Cécile d’Albi; 1. Extase – 2. Chant d’Hyménée – 3. Entretien et conversion – 4. Triomphe et Apothéose.
- Schule des Orgelpedals: L’Art de la Pédale du Grand Orgue (Combre, Paris)
- Offertoire, Grand chœur pour la Pentecôte, veröffentlicht in einem Sammelband von Joubert: Les Maîtres contemporains de l'orgue, vol. 2, par l'abbé Joseph Joubert, 1912.
- Offertoire pour l’Immaculeé-Conception, 1914.

### Weitere Kompositionen (Auswahl)
- Regina Mundi für Tenor und Orgel, Violon und Harfe ad lib. op. 28 (Combre).
- Tu es Petrus, No 3 du Salut, für 4 Männerstimmen und Orgel, op. 31 (Combre).
- Angeli et Pastores (Noël), für gemischten Chor, Oboe, Harfe und Orgel (A. Noël, 1902).
- Fantaisie no 1 für Klarinette und Piano (Leduc, Paris)
- Drame Lyrique: Marthe la folle.
- Oratorium L’immolation du Christ (Das Opfer Christi).